# مطار سير سيووساغور رامغولام الدولي
مطار سير سيووساغور رامغولام الدولي (إياتا: MRU، إيكاو: FIMP) هو المطار الدولي الرئيسي في موريشيوس. يقع المطار على بعد 26 ميل بحري (48 كـم) جنوب شرق العاصمة بورت لويس وقد تأسس في 1942 وقد وصل عدد المسافرين عبر المطار حوالي 2,916,411 مسافر.